# Khenichet (ville)
Khenichet (en arabe : الخنيشات) est le centre urbain de la commune rurale du même nom dans la province de Sidi Kacem, au sein de la région de Rabat-Salé-Kénitra, au Maroc.
Ce centre urbain a connu, de 1994 à 2004 (années des derniers recensements), une hausse de population, passant de 6 031 à 7 936 habitants.
C'est une petite ville située dans la province de Sidi Kacem capital lgharb 20km prés de had kort nord ouest du   Maroc. La population totale du groupe était de 20.899. Et le Centre Al-Khunashat avec 7 936 habitants (Population officielle 2004) [2]
Elle se trouve loinne de la ville de Sidi Kassem par 32 km, et de Kenitra par 70 km ,elle est située à Wadi Wergha et Wadi Sebou, qui sont importantes pour cette ville. elle a été fondée par un Français nommé Godard, l'une des réalisations les plus importantes de la "Maison du Caid", qui existe depuis. Cette petite ville caractérisée par sa nature et la portée de la fertilité agricole, ce qui les rend une tâche pôle d'agriculture et de la richesse, et non pas au niveau des terres de qualité et non sur le riche réseau hydrographique incarné par deux cours d'eau au Maroc, deux importantes rivières Sebou et Ouargha. La petite ville est également célèbre pour sa production d'un type spécial de pain de grande taille et de viande hachée localement 'kofta', qui l'a fait en plus de la fertilité de son territoire est connu aux niveaux régional et national. Appartient à ce petit groupe de ville de cadres nationaux et des compétences culturelles, et où les sports dont l'ancien joueur Idris Allomary, qui a joué pour l'équipe nationale et de l'USM Sidi Kacem et le Kawkab de Marrakech plus l'équipe Eyptienne Moqawiloun Arab. À partir de laquelle appartient l'écrivain KRAFESS Mohammed, qui a récemment remporté le Prix Sharjah pour l'innovation romanciere en Emirats Arabes Unis, et la production nationale 2M Prix littéraire, ainsi que à partir de laquelle se trouve un groupe de cadres d'enseignement et de l'éducation dans l'ensemble des cycles, y compris l'enseignement universitaire, comme le chercheur marocain Yahya Yahyaoui et Autres.

## Personnalités
- Hamid El Mahdaoui (1979-), journaliste et militant, est né à Khnichet.